# Кожиль (присілок)
Ко́жиль (рос. Кожиль, удм. Нюр) — присілок в Глазовському районі Удмуртії, Росія.

## Населення
Населення — 840 осіб (2010; 839 в 2002).
Національний склад станом на 2002 рік:
- удмурти — 80 %

## Урбаноніми[3]
- вулиці — Гагаріна, Кіровська, Молодіжна, Підлісна, Пушкіна, Студентська, Сянинська, Трефілова
- провулки — Зелений, Магістральний